# Јоенсу
Јоенсу (фин. Joensuu) је град у Финској, у источном делу државе. Јоенсу је управно седиште округа Северна Карелија, где град са окружењем чини истоимену општину Јоенсу.
Јоенсу некад називају „шумском престоницом Европе“, пошто је веома познати Шумски завод Финске смештен у граду.

## Географија
Град Јоенсу се налази у источном делу Финске. Од главног града државе, Хелсинкија, град је удаљен 430 км североисточно. Јоенсу је један од најисточнијих градова ЕУ.
Рељеф: Јоенсу се сместио у унутрашњости Скандинавије, у историјској области Карелија. Подручје града је равничарско до брежуљкасто, а надморска висина се креће око 80 м.
Клима у Јоенсуу је оштра континентална на прелазу ка субполарној клими. Стога су зиме оштре и дуге, а лета свежа.
Воде: Јоенсу се развио на језеру Пихеселке, на ушћу реке Пијелисјоки. Река дели град на северни и јужни део.

## Историја
Јоенсу је релативно млад град. Основан је 1848. године указом руског цара Николе. Град је брзо напредовао, па је крајем 19. века постао једно од највећих привредних средишта у тадашњој Финској.
Последњих пар деценија град се брзо развио у савремено градско насеље и средиште источног дела државе.

## Становништво
Према процени из 2012. године у Јоенсуу је живело 63.490 становника, док је број становника општине био 74.168.
| 1980.  | 1990.  | 2000.  | 2012.  |
| ------ | ------ | ------ | ------ |
| 41.887 | 46.838 | 51.793 | 64.108 |

Етнички и језички састав: Јоенсу је одувек био претежно насељен Финцима. Последњих деценија, са јачањем усељавања у Финску, становништво града је постало шароликије. По последњим подацима преовлађују Финци (97,4%), присутни су и у веома малом броју Швеђани (0,1%), док су остало усељеници. Од новијих усељеника посебно су бројни Руси.

## Привреда
Јоенсу је нарочито познат по шумарству и дрвној индустрији. Због тога Јоенсу некад називају „шумском престоницом Европе“, пошто је веома познати Шумски завод Финске смештен у граду.

## Галерија
- Главна улица Јоенсуа
- Градска кућа Јоенсуа
- Протестанска црква у граду
- Православна црква у граду